# Lipno
Lipno (uttalas [ˈlʲipnɔ]) är en stad i Kujavien-Pommerns vojvodskap i Polen. Staden har en yta på 10,99 km2, och den hade 14 772 invånare år 2014.